# Vantiva

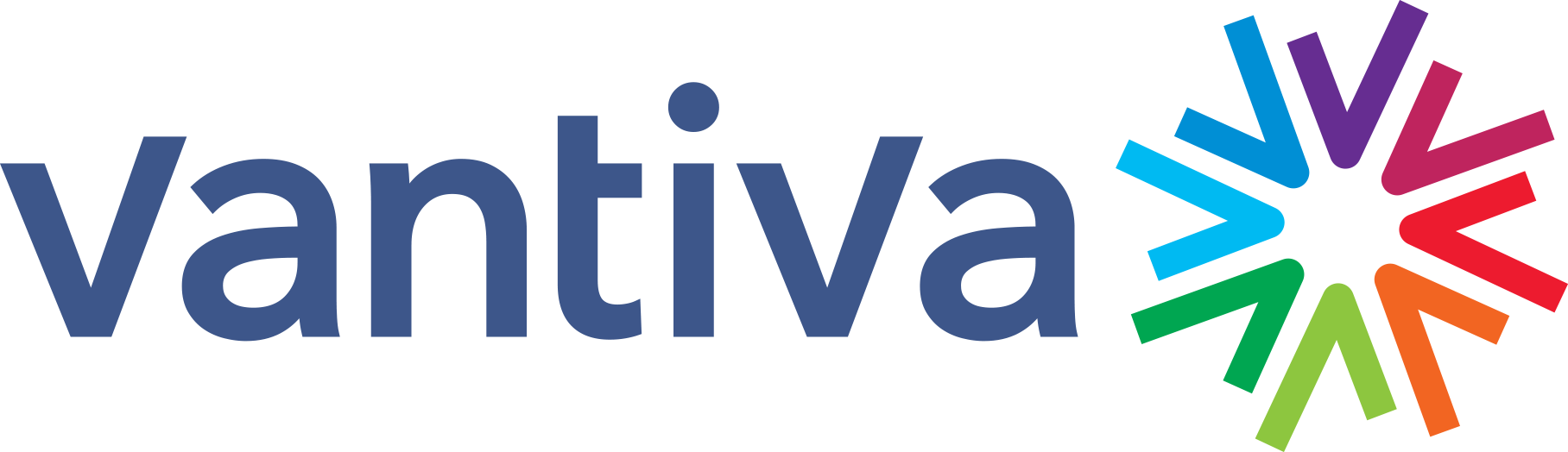

Vantiva SA，是一家總部位於法國巴黎的跨國公司，橫跨資訊、媒體、娛樂產業，在雷恩、北京、首爾等地設有據點。該公司是巴黎泛歐交易所的上市公司。

## 外部連結
- - Vantiva SA的商業數據：Google Finance
  - Yahoo! Finance
  - Bloomberg